# 1243

## Události
- Tataři obsazují Krym
- Český král Václav I. uděluje Brnu městská práva
- Založeno královské město Písek

## Narození
- Isabela Aragonská, francouzská královna jako manželka Filipa III. († 28. ledna 1271)
- Jakub II. Mallorský, král mallorský († 29. května 1311)
- Valdemar I. Švédský, švédský král († 26. prosince 1302)

## Úmrtí
- 5. června – Konstancie Babenberská, míšeňská markraběnka (* 6. května 1212)
- 15. září – Hedvika Slezská, slezská kněžna, světice a patronka (* 1174)
- 26. října – Bernardo Calbó, cisterciácký mnich a biskup ve Vic, světec (* 1180)

## Hlava státu
- České království – Václav I.
- Svatá říše římská – Fridrich II.
- Papež – Inocenc IV.
- Anglické království – Jindřich III. Plantagenet
- Francouzské království – Ludvík IX.
- Polské knížectví – Konrád Mazovský – Boleslav V. Stydlivý
- Uherské království – Béla IV.
- Latinské císařství – Balduin II.
- Nikájské císařství – Jan III. Dukas Vatatzés